# Union afrikanischer Staaten
Die Union Afrikanischer Staaten (Union of African States / Union des Etats Africains) oder auch Ghana-Guinea-Mali-Union war eine kurzzeitige politische Union der westafrikanischen Staaten Mali, Ghana und Guinea in den 1960er Jahren sowie ein dauerhaftes Projekt des Panafrikanismus. Der Präsident des gerade unabhängig gewordenen Staates Ghana, Kwame Nkrumah, formulierte dieses Projekt 1959:

„In Ghana betrachten wir unsere Unabhängigkeit als bedeutungslos, solange wir nicht in der Lage sind, die Freiheit, die damit einhergeht, zu nutzen, anderen afrikanischen Völkern zu helfen, frei und unabhängig zu sein, den gesamten afrikanischen Kontinent von Fremdherrschaft zu befreien und letztlich eine Union Afrikanischer Staaten zu etablieren.“

Lage der Union Afrikanischer Staaten

Die tatsächliche Union der 1960er Jahre war antiimperialistisch ausgerichtet und wurde neben Kwame Nkrumah von weiteren afrikanischen Revolutionären der Zeit der Entkolonialisierung wie Sékou Touré von Guinea angeführt.
Am 23. November 1958 wurde die Union der Staaten Ghana und Guinea zur Westafrikanischen Union erklärt, die sich im Mai 1959 in Union Afrikanischer Staaten umbenannte. Der Staatenbund gab sich eine Flagge, die sich optisch an die in den panafrikanischen Farben gehaltene Flagge Ghanas anlehnte, jedoch zwei Sterne statt eines schwarzen Sternes in der Mitte hatte. Geplant war die Aufnahme weiterer afrikanischer Staaten und die Erweiterung der Anzahl von Sternen in der Flagge. Liberia wies die Einladung zum Beitritt zurück, doch im April 1961 trat Mali der Union bei und die Flagge erhielt einen dritten Stern. Am 1. Juli 1961 wurde eine Charta der Union verabschiedet, die u. a. militärischen Beistand vorsah, 1962 wurden gegenseitige Zollvergünstigungen vereinbart. Die Union Afrikanischer Staaten hatte kaum praktische Auswirkungen und zerfiel bald darauf. 

## Nachfolgende Organisationen

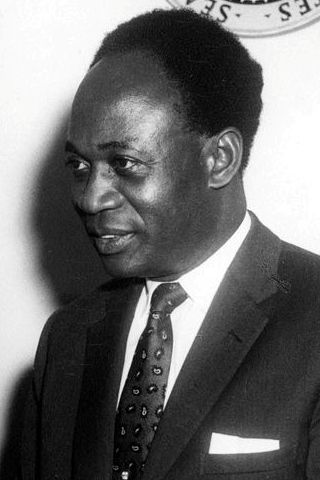
Ghanas Präsident Nkrumah erhielt nach dem Ende der Union und seinem Sturz den Ehrentitel eines "Co-Präsidenten" Guineas

Das Projekt einer politischen Union aller Staaten Afrikas wurde auch nach dem Zerfall der Ghana-Guinea-Mali-Union von Kwame Nkrumah und anderen weiter verfolgt.
1961 wurde die Union um die Staaten Libyen, Ägypten, Marokko und die algerische Befreiungsfront FLN erweitert und wandelte sich zur sogenannten Casablanca-Gruppe um.  Im Mai 1961 entstand mit der Monrovia-Gruppe eine rivalisierende Organisation mit ähnlicher Zielsetzung. In gewisser Weise stand auch die 1963 entstandene Organisation für Afrikanische Einheit in der Tradition dieser Staatenbünde.